# Cristian Mora
Cristian Mora   (Vinces, 26 d'agost de 1979) és un exfutbolista equatorià de la dècada de 2000.
Fou 20 cops internacional amb la selecció de l'Equador amb la qual participà en el Mundial de 2006.
Pel que fa a clubs, defensà els colors de diversos clubs equatorians, així com del club de Hong Kong South China.